# Pescaria Brava
Pescaria Brava est une ville brésilienne du littoral sud de l'État de Santa Catarina.

## Géographie
La ville compte environ 9 000 habitants pour une superficie de 121 km2.
Elle se trouve à 133 km de la capitale de l'État, Florianópolis. Elle fait partie de la microrégion de Tubarão, dans la mésorégion Sud de Santa Catarina.

## Histoire
Jusqu'en 2012, Pescaria Brava est un district de la municipalité de Laguna, dans l'État brésilien de Santa Catarina. Suivant un référendum organisé en 2003, le district accède au rang de municipalité après les élections municipales de 2012,. La municipalité est officiellement installée le 1er janvier 2013.